# Francesca Napodano
Francesca Napodano (Casale Monferrato, 17 de enero de 1999) es una jugadora profesional de voleibol italiano, juego de posición líbero. 

## Palmarés

### Clubes
Campeonato de Italia:
- 2021

### Selección nacional
Universiadas:
- 2019[2]